# 2015年北九州市長選挙
2015年北九州市長選挙（2015ねんきたきゅうしゅうしちょうせんきょ）は、2015年（平成27年）1月11日に告示され、同年1月25日に執行された福岡県北九州市の第14回市長選挙である。

## 概要
この選挙は任期満了に伴う選挙である。
2期8年務めた北橋健治の市政運営に対する評価などが争点となっている。就任前民主党の衆議院議員だった北橋は、この選挙に立候補するにあたり自民党優位の国政状況を受け、それまでの支持母体であった民主党や社民党などからの国政レベルでの支援を断り、前回市長選では候補者の推薦を見送った自民党から単独推薦を受けた。これに反発して、2014年7月23日にいち早く立候補を表明していた元衆議院議員秘書の三原朝利が、加えて共産党県委員会幹部の篠田清が、それぞれ無所属で立候補した。
三原朝利の父であり、当時北九州市議会議長だった三原征彦は、「自民党候補の擁立を目指したが、力不足で仲間の期待に沿えなかった」こと、また北橋市長が自民党単独推薦を受け入れたことについて、「北橋氏の政治理念に疑問を持った。市長と議長は協調すべきだが、一緒に歩むことはできない。」という理由で、2014年11月7日付で議長辞職願を提出し、その上で長男の朝利を「可能な限り応援する」と明言、この時点では「反党行為との意識はない」と語り、会派離脱の意向はない旨を明言していたが、特に団長の片山尹が北橋と良好な関係を築いており、既に北橋市長と政策協定を結んだ同市議会の自民党議員団が、同月10日に少なくとも市長選終了まで会派を離脱するよう要請、三原も了承した。なお、三原朝利の叔父（三原征彦の弟）で衆議院議員の三原朝彦は、中選挙区時代の1986年の第38回衆議院議員総選挙から2005年の第44回衆議院議員総選挙まで計6回、北橋と同選挙区から立候補しており、20年来の政敵であったものの、今回の市長選挙においては北橋支持とみられ、そのため三原朝利は「相談したら強く反対される」と朝彦には相談せずに出馬表明に踏み切った。

## 立候補者
立候補届出順。
| 候補者名 | ふりがな        | 生年月日      | 年齢 | 性別 | 所属党派 | 支持・推薦      | 新現元別 | 備考                                                                |
| -------- | --------------- | ------------- | ---- | ---- | -------- | --------------- | -------- | ------------------------------------------------------------------- |
| 北橋健治 | きたはし けんじ | 1953年3月19日 | 61   | 男   | 無所属   | 自由民主党 推薦 | 現       | 元民主党衆議院議員（6期）                                           |
| 三原朝利 | みはら あさと   | 1977年12月8日 | 37   | 男   | 無所属   | ‐               | 新       | 三原朝彦衆議院議員（叔父）元秘書。 父は三原征彦前北九州市議会議長。 |
| 篠田清   | しのだ きよし   | 1948年5月16日 | 66   | 男   | 無所属   | 日本共産党 推薦 | 新       | 党県委員会副委員長                                                  |

## 選挙結果
各候補の得票率
選挙の結果、現職の北橋が三原と篠田に大差をつけ、3期目の当選を果たした。投票率は35.88％で前回選挙をさらに下回る結果となったが、背景として自民党の独自候補擁立断念、市議会会派レベルで民主党や社民党および公明党も推薦するなど、北橋への相乗り選挙となり、選挙戦の熱が高まらなかったことが指摘される。
※当日有権者数：791,566人 最終投票率：35.88%（前回比：-1.22pts）
| 候補者名 | 年齢 | 所属党派 | 新旧別 | 得票数    | 得票率 | 推薦・支持 |
| -------- | ---- | -------- | ------ | --------- | ------ | ---------- |
| 北橋健治 | 61   | 無所属   | 現職   | 201,931票 | 71.73% | 自由民主党 |
| 三原朝利 | 37   | 無所属   | 新人   | 42,599票  | 15.13% |            |
| 篠田清   | 66   | 無所属   | 新人   | 36,979票  | 13.14% | 日本共産党 |

出典：平成27年1月25日執行　投開票結果（北九州市選挙管理委員会）2015年1月31日閲覧（archive版）

## その他
前回投票率が37%と過去最低だったことから、投票率を上げる目的で、北九州市選挙管理委員会は地元出身の歌手で市特命大使（観光）の塩ノ谷早耶香を啓発タレントに任命した。広告やイベント参加などを通じて投票を呼び掛けた。